# 大韓航空803便着陸失敗事故
大韓航空803便着陸失敗事故（だいかんこうくう803びんちゃくりくしっぱいじこ）は、1989年7月27日大韓航空803便（マクドネル・ダグラス DC-10-30型機、機体記号HL7328）が濃霧のトリポリ国際空港へ無理な着陸を行って墜落し、乗客乗員75人と地上の4人が死亡した事故である。

## 経緯
803便は韓国のソウルを出発し、タイのバンコク、サウジアラビアのジッダを経由し、リビアのトリポリへ向かう国際線だった。当時のトリポリ国際空港の天気は濃霧で滑走路視距離は100から800フィート(30から244メートル)だった。滑走路27はILSを装備していたが、事故当時は機能していなかった。それにも関わらず、機長は着陸進入を継続することを決めた。滑走路27への進入中803便はグライドパスを下回り、7時5分(7時30分とする情報もある)に2つの建物に衝突、3つに分解し炎上した。事故現場は滑走路27の1.5マイル(約2.4キロ)手前の果樹園であり、地上にいた4人に加え75人(72人の乗客と3人の乗員)が死亡した。
事故機には54歳のキム・ホジュン機長をはじめとした18人の乗員と181人の乗客が乗っており、多くはリビアで建設業に従事する韓国人労働者であった。190人の韓国人、7人のリビア人と3人の日本人が乗っていた。
| 国籍     | 乗客 | 乗員 | 合計 |
| -------- | ---- | ---- | ---- |
| 大韓民国 | 171  | 18   | 190  |
| リビア   | 7    | 0    | 7    |
| 日本     | 3    | 0    | 3    |
| 合計     | 181  | 18   | 199  |

## 原因
濃霧で視界が利かない上、VOR （航空標識）とILS （計器着陸方式）が作動しない状況で着陸しようとしたパイロットの操縦ミスである。

## 経過
事故後、キム・ホジュン機長は「空港は濃霧に覆われて視界が悪かった。墜落の15分前に管制塔との交信を失った」と述べた。リビアの国営ジャマーヒリーヤ通信は、803便の1時間前に飛来したソ連の旅客機は、濃霧を理由にマルタにダイバートしたことを伝えた 。また、トリポリ国際空港の計器着陸装置は動作していなかった。
機長と副機長はリビアの裁判所で過失罪で起訴され、機長は禁錮2年、副機長は禁錮18ヶ月（執行猶予つき）を言い渡された。

## 事故機の履歴

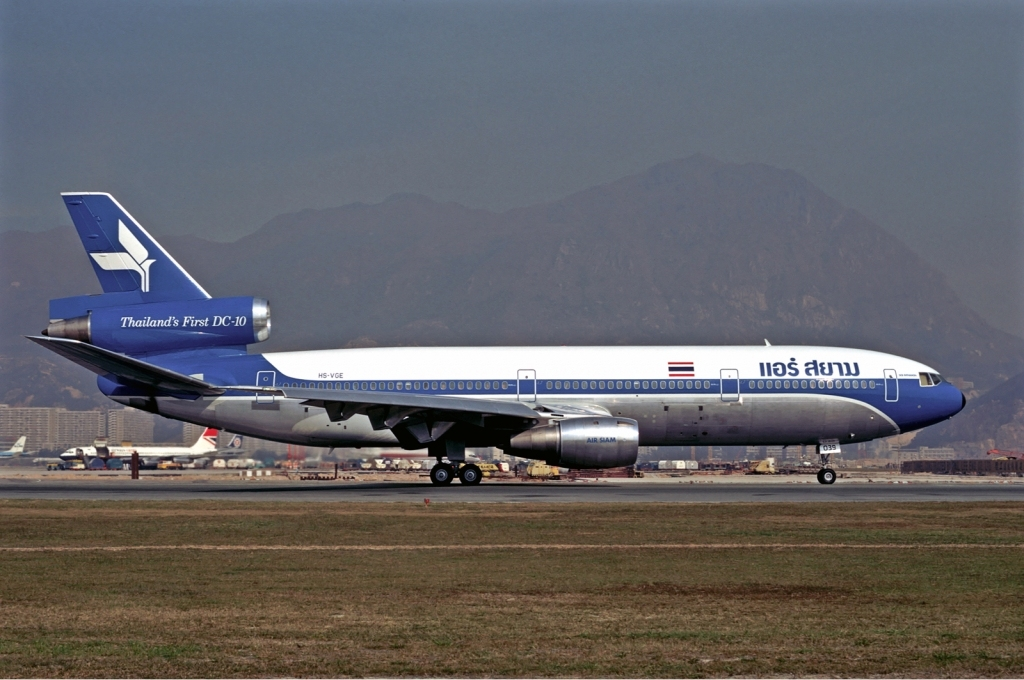
エア・サイアムで運航中の事故機

1973年9月に製造されたが、当時受注予定だった航空会社によりキャンセルされ、宙に浮いていた機体をエア・サイアムが1974年11月に購入したものの、経営が悪化した1976年に手放し、翌1977年に大韓航空が購入した。